# Camptopus lateralis
Espèce
Camptopus lateralis  est une espèce d'insectes du sous-ordre des hétéroptères (punaises), de la famille des Alydidae, sous-famille des Alydinae, et du genre Camptopus.

## Morphologie
Punaise poilue avec de nombreuses veines dans l'apex membraneux. Longueur du corps compris entre 12 et 15 mm. Corps allongé; tête plus large que le pronotum. Couleur de fond brun foncé, marge fine blanche; fémurs épineux élargis; tibias brun clair jaunâtre incurvés; antennes à 4 articles; abdomen brun orangé.
Cette espèce ressemble à Alydus calcaratus; elle en diffère par la courbure des tibias; chez Alydus calcaratus le tibia est rectiligne.

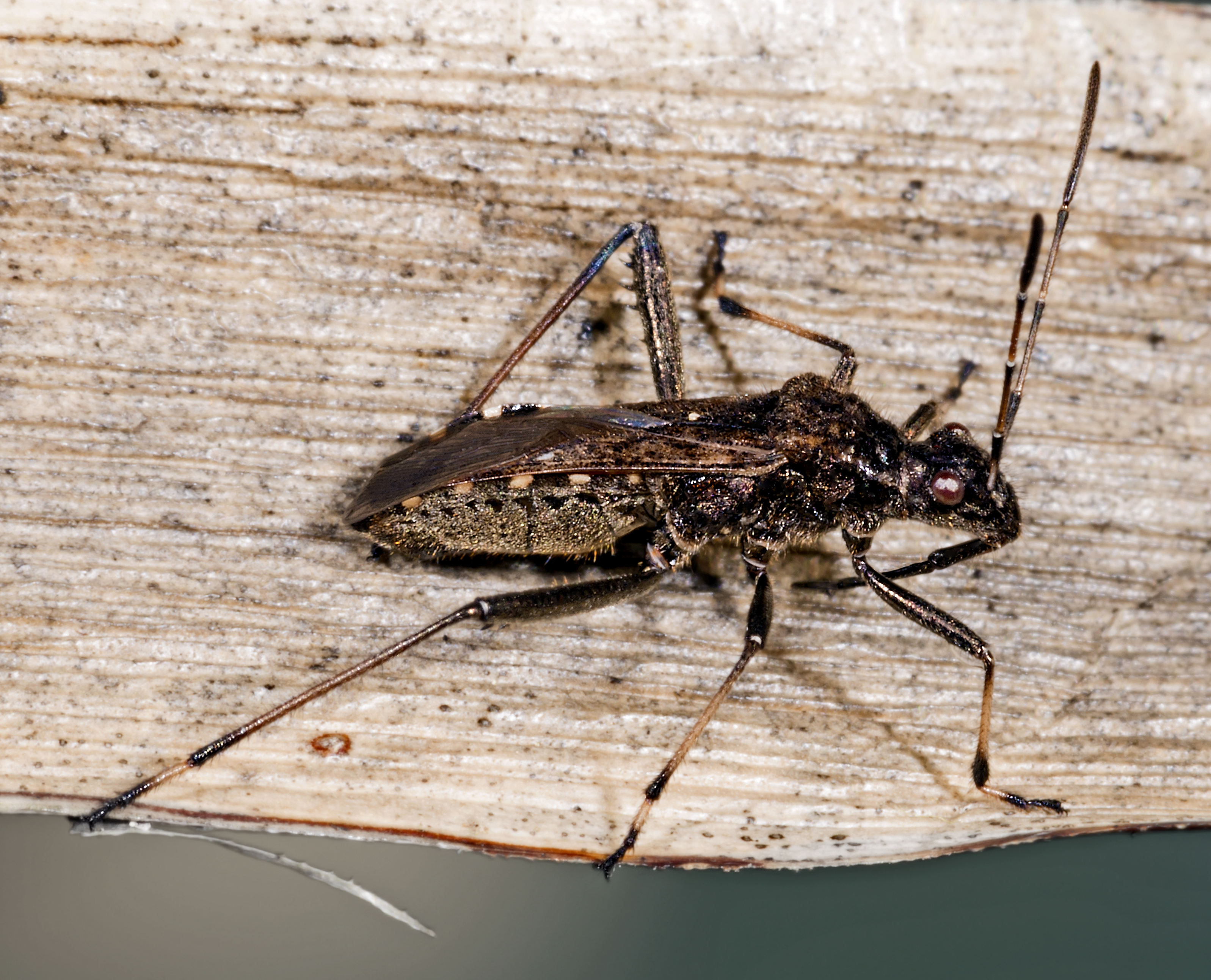
Alydus calcaratus
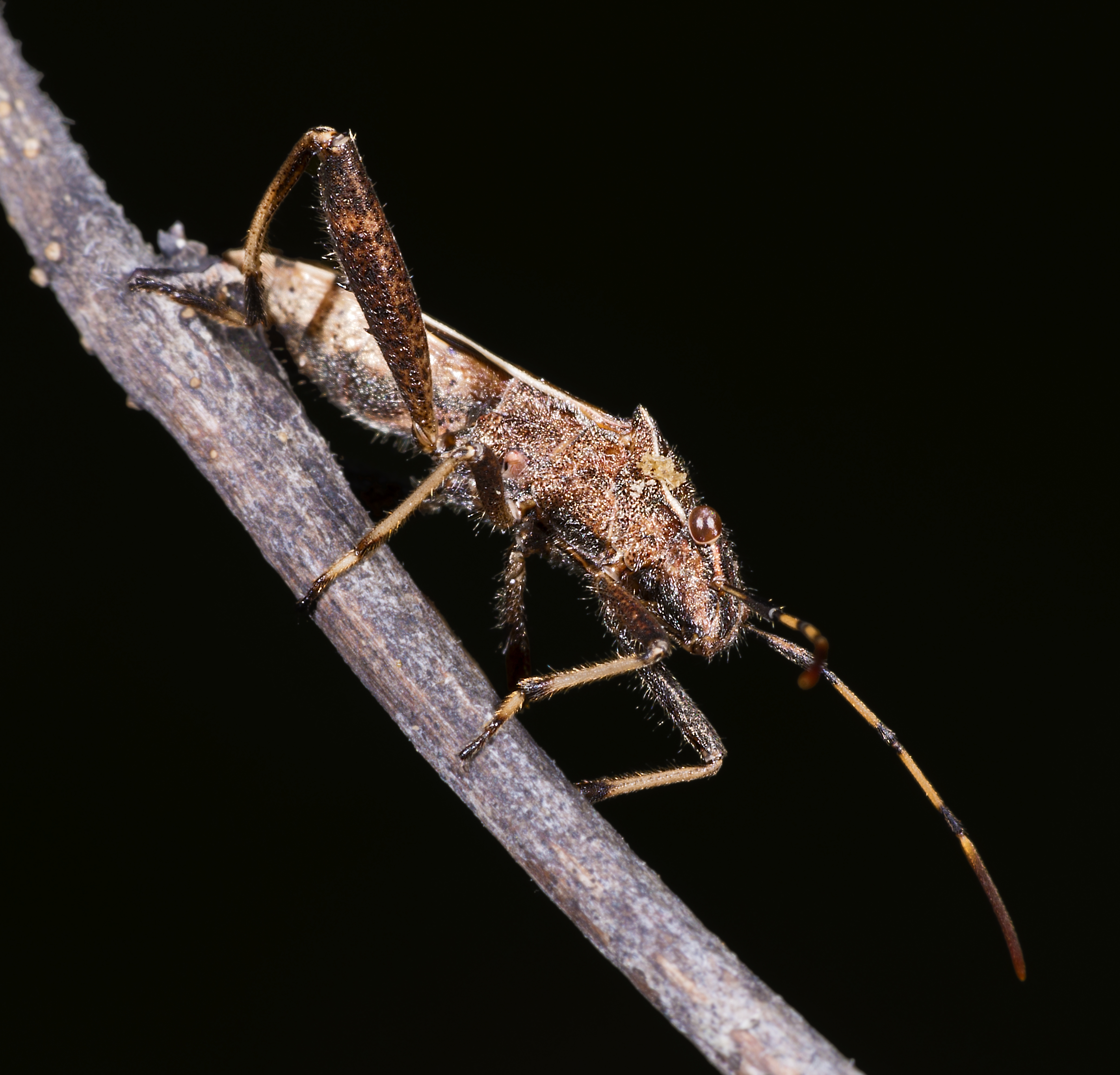
Camptopus lateralis

## Systématique
L'espèce Camptopus lateralis a été décrite par l'entomologiste allemand Ernst Friedrich Germar en 1817, sous le nom initial de Alydus lateralis.

### Synonymie
- Alydus lateralis Germar, 1817 (protonyme)
- Camptopus annulatus (Brullé, 1832)[2]
- Camptopus geranii (Dufour, 1833)[3]
- Camptopus marginalis (Herrich-Schäffer, 1835)[4]
- Camptopus marginatus (Herrich-Schäffer, 1835)[4]
- Camptopus occipes (Herrich-Schäffer, 1835)[4]
- Camptopus brevipes (Herrich-Schäffer, 1840)[5]
- Camptopus undulatus (Westwood, 1842)[6]

## Noms vernaculaires
- "Camptope des genêts" en français ; Broad-headed bug en anglais.